# Chée
La Chée est une rivière du Nord-Est de la France, affluent en rive droite de la Saulx, donc sous-affluente de la Seine par la Marne, qui traverse les départements de la Meuse et de la Marne, dans les deux anciennes régions Champagne-Ardenne et Lorraine, donc dans la nouvelle région Grand-Est.

## Géographie
D'une longueur de 68,6 km, elle prend sa source dans la commune meusienne de Seigneulles, à 304 m d'altitude, au sud-est des Hauts-de-Chée (regroupement de communes, la source principale se trouve à Marat-la-Grande), c'est-à-dire dans la région boisée et pluvieuse du Barrois.
Elle se jette dans la Saulx en amont de Vitry-en-Perthois, à 100 m d'altitude, dans le département de la Marne.
La Chée appartient donc au bassin versant de la Seine par la Saulx puis la Marne.

### Communes et cantons traversés
La Chée traverse les vingt communes suivantes, de l'amont vers l'aval, de Seigneulles (source), Les Hauts-de-Chée, Rembercourt-Sommaisne, Louppy-le-Chateau, Villotte-devant-Louppy, Laheycourt, Noyers-Auzecourt, Nettancourt, Brabant-le-Roi, Revigny-sur-Ornain, Vroil, Bettancourt-la-Longue, Alliancelles, Heiltz-le-Maurupt, Jussecourt-Minecourt, Heiltz-l'Eveque, Outrepont, Changy, Merlaut, Vitry-en-Perthois (confluence).

## Hydronymie
Le nom de la rivière est attesté sous les formes Callus (674) ; Fluvius Callus (commencement du XIe siècle) ; Fluvius Chel (1154-1161) ; Cheel (1183) ; « La rivière de Chez » (1528) ; Cara (1756).

De la racine pré-latine *Cal- , largement altérée mais fréquente, désigne généralement une zone où le calcaire affleure par "dalles" (Lapiaz peu évolué). 

### Toponymes
La Chée a donné son nom aux deux ancienne communes de Hargeville-sur-Chée et Louppy-sur-Chée constituant de la nouvelle commune, depuis 1972, des Hauts-de-Chée.

### Bassin versant
La Chée traverse les huit zones hydrographiques F580, F581, F582, F583, F584, F585, F588, F589 pour une superficie totale de 475 km2. Ce bassin versant est constitué à 75,95 % de « territoires agricoles », à 21,59 % de « forêts et milieux semi-naturels », à 2,09 % de « territoires artificialisés », à 0,34 % de « surfaces en eau ».

## Affluents
La Chée a dix-sept tronçons affluents :
- le ruisseau de Rembercourt (rd[note 1]), 7 km sur les deux communes de Rembercourt-Sommaisne et les Hauts-de-Chée.
- La Petite Chée (rg), 9,2 km[5]
- la Melche (rd), 9 km prend source sur Lisle-en-Barrois, et conflue en aval de Louppy-sur-Chée sur les Hauts-de-Chée.
- le ruisseau de Matron (rd), 4,3 km
- le ruisseau de Dignée (rd), 4,6 km
- le Brouillot (rg), 1,7 km
- le ruisseau du Petit Morinval (rg), 4,2 km ou 2,5 km
- le ruisseau de la Gigne au Rupt ou ruisseau Gignauru ou rau Gignaurupt (rd), 4,9 km
- la Petite Chée (rg), 2,3 km
- le ruisseau de Suisy (rd), 5 km
- la Galiotte (rg), 5 km
- le ruisseau de Nausonce ou ruisseau le Soufre (rg), 17,8 km
- le Clomérupt (rd), 4 km
- la Fosse Payen ou Fossé Pagen ou Fosse de la voie achetée (rg), 9,6 km
- La Vière (rd), 42,2 km[6] sur treize communes avec quinze tronçons affluents et de rang de Strahler trois
- la Chée, bras droit de 0,6 km sur les deux communes de Changy et Outrepont.
- la Chée, bras gauche avec un ancien moulin sur les deux commune de Merlaut et Outrepont.

### Rang de Strahler
Donc le rang de Strahler est de quatre par la Vière.

## Hydrologie

### À Villotte-devant-Louppy dans la Meuse
Le module de la rivière à Villotte-devant-Louppy, localité située à grande distance de son confluent, vaut déjà 1,56 m3/s pour une portion très arrosée de son bassin versant de 113 km2. La lame d'eau écoulée dans cette partie du bassin est de 438 millimètres/an, ce qui est élevé, comme pour toutes les rivières issues des hauteurs du Barrois, et très supérieur à celle de l'ensemble du bassin versant de la Seine (240 millimètres/an). Son débit spécifique ou Qsp se monte en conséquence à un assez solide 13,8 litres par seconde et par kilomètre carré de bassin versant.

### À Bettancourt-la-Longue dans la Marne
Bien plus en aval, en région Grand Est, le débit de la Chée a été observé sur une période de 36 ans (1971-2006), à Bettancourt-la-Longue, localité du département de la Marne située à une vingtaine de kilomètres de son confluent avec la Saulx. Le bassin versant de la rivière y est de 215 km2, soit moins de 50 % de la totalité de celui-ci. À noter que, la station se trouvant en amont du confluent de la Vière, l'important débit de cette dernière est exclu des chiffres qui suivent.
Le module de la rivière à Bettancourt-la-Longue est de 2,55 m3/s.
La Chée présente des fluctuations saisonnières de débit assez peu marquées en comparaison d'autres cours d'eau de l'est du bassin de la Seine, avec des hautes eaux d'hiver-printemps portant le débit mensuel moyen à un niveau situé entre 3,92 et 5,17 m3/s, de décembre à mars inclus (avec un maximum en janvier), et des basses eaux d'été assez prolongées, de juin à septembre inclus, avec une baisse du débit moyen mensuel jusqu'à 0,675 m3/s au mois de septembre. Mais ces moyennes mensuelles cachent des fluctuations bien plus prononcées sur de courtes périodes, d'autant plus que le débit est variable selon les années.

### Étiage ou basses eaux
Aux étiages, le VCN3 peut chuter jusque 0,036 m3/s, soit 36 litres par seconde, ce qui est sévère, bien plus sévère que les VCN3 des autres rivières de la région (Vière - 55 litres par seconde pour un débit presque moitié moindre, Bruxenelle - 58 litres).

### Crues
Les crues peuvent être importantes pour une petite rivière dotée d'un bassin plutôt exigu. Ainsi le débit instantané maximal enregistré à Bettancourt-la-Longue a été de 27 m3/s le 27 février 1997, tandis que la valeur journalière maximale était de 25,1 m3/s le même jour. Les QIX 2 et QIX 5 valent respectivement 18 et 22 m3/s. Le QIX 10 est de 25 m3/s, le QIX 20 de 27 m3/s et le QIX 50 de 30 m3/s. Les crues de février 1997 n'étaient pas d'ordre vicennal, et donc nullement exceptionnelles.

### Lame d'eau et débit spécifique
Au total la Chée est une rivière assez abondante. La lame d'eau écoulée dans cette partie (la plus importante) de son bassin versant est de 376 millimètres annuellement, ce qui est nettement plus que la moyenne d'ensemble de la France, et surtout largement supérieur à la moyenne de la totalité du bassin de la Seine (plus ou moins 240 millimètres/an). Le débit spécifique (ou Qsp) atteint 11,9 litres par seconde et par kilomètre carré de bassin.

## Aménagements et écologie

### Pêche
Du point de vue piscicole, la Chée est classée rivière de première catégorie.